# 阿朗泰勒河畔皮埃尔蓬
阿朗泰勒河畔皮埃尔蓬（法語：Pierrepont-sur-l'Arentèle，法語發音：[pjɛʁpɔ̃ syʁ laʁɑ̃tɛl] ⓘ）是法国大东部大区孚日省的一个市镇，属于埃皮纳勒区。

## 地理
阿朗泰勒河畔皮埃尔蓬（48°15'48"N, 6°38'56"E）面积6.23 平方千米，位于法国大東部大區孚日省，该省份为法国东北部内陆省份，北起默兹省和默尔特-摩泽尔省，西接上马恩省，南至上索恩省和贝尔福地区省，东临上莱茵省和下莱茵省。
与阿朗泰勒河畔皮埃尔蓬接壤的市镇（或旧市镇、城区）包括：代托尔、弗雷米方丹、格朗德维莱尔、居涅库尔、农兹维尔、圣埃莱娜。

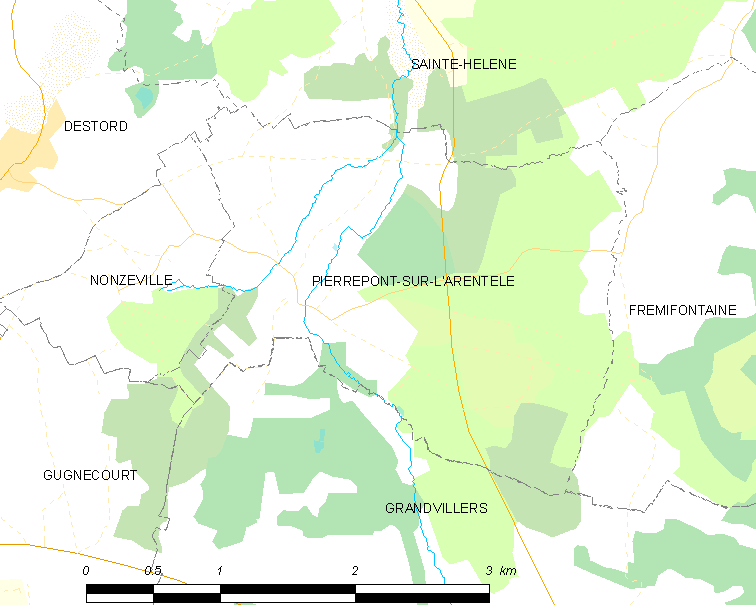
阿朗泰勒河畔皮埃尔蓬的OSM定位图

阿朗泰勒河畔皮埃尔蓬的时区为UTC+01:00、UTC+02:00（夏令时）。

## 行政
阿朗泰勒河畔皮埃尔蓬的邮政编码为88600，INSEE市镇编码为88348。

## 政治
阿朗泰勒河畔皮埃尔蓬所属的省级选区为布吕耶尔县。

## 人口

1962-2008年间阿朗泰勒河畔皮埃尔蓬人口变化图示

阿朗泰勒河畔皮埃尔蓬于2022年1月1日时的人口数量为143人。